# Frisk och Rask
Frisk och Rask var namnet på en svensk tecknad serie skapad av Nils Egerbrandt som handlade om två flottister (Frisk och Rask). Serien hade ett tag undertiteln "Flottans Hopp".
Andra förekommande figurer är Furiren och Kaptenen som dock inte nämns vid namn.. 
Även en Amiral förekommer.
Serien skapades på 1960-talet och gick från starten till år 1973 i 91:an. Serien återupplivades kortvarigt med start från nr. 24/1982 fram till 1987, då också i 91:an men tecknad av Bertil Wilhelmsson och med manus av Gunnar Persson, Kjell E. Genberg och Johnny Lundgren m.fl.